# امیلیو پوچی
امیلیو پوچی (ایتالیایی: Emilio Pucci; (زاده ۲۰ نوامبر ۱۹۱۴ میلادی – درگذشته ۲۹ نوامبر ۱۹۹۲ میلادی) طراح مد اهل ایتالیا بود.